# Сандомирський плацдарм

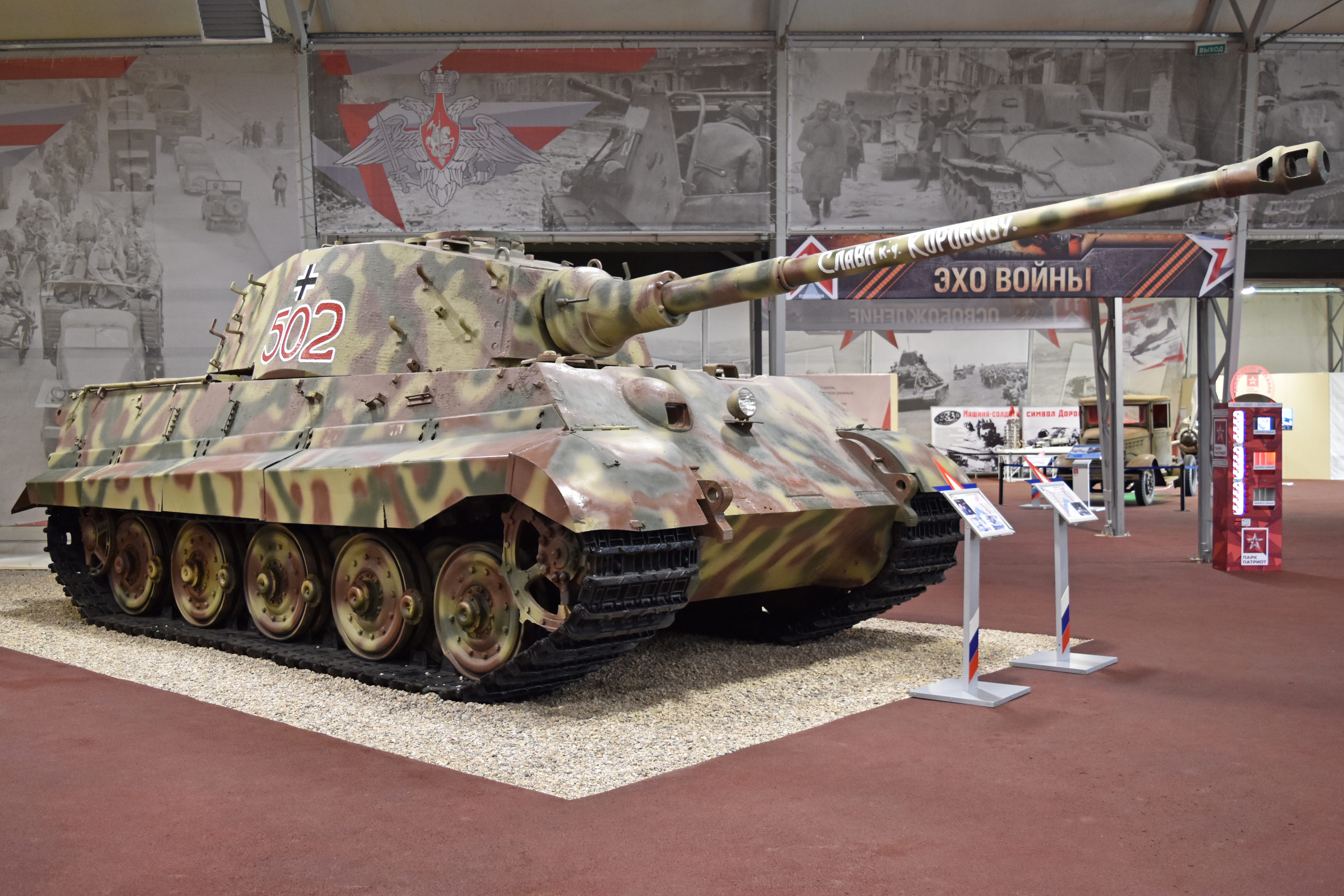
Тигр II («Королівський тигр»), захоплений в Оглендуві. Бронетанковий музей в Кубинці

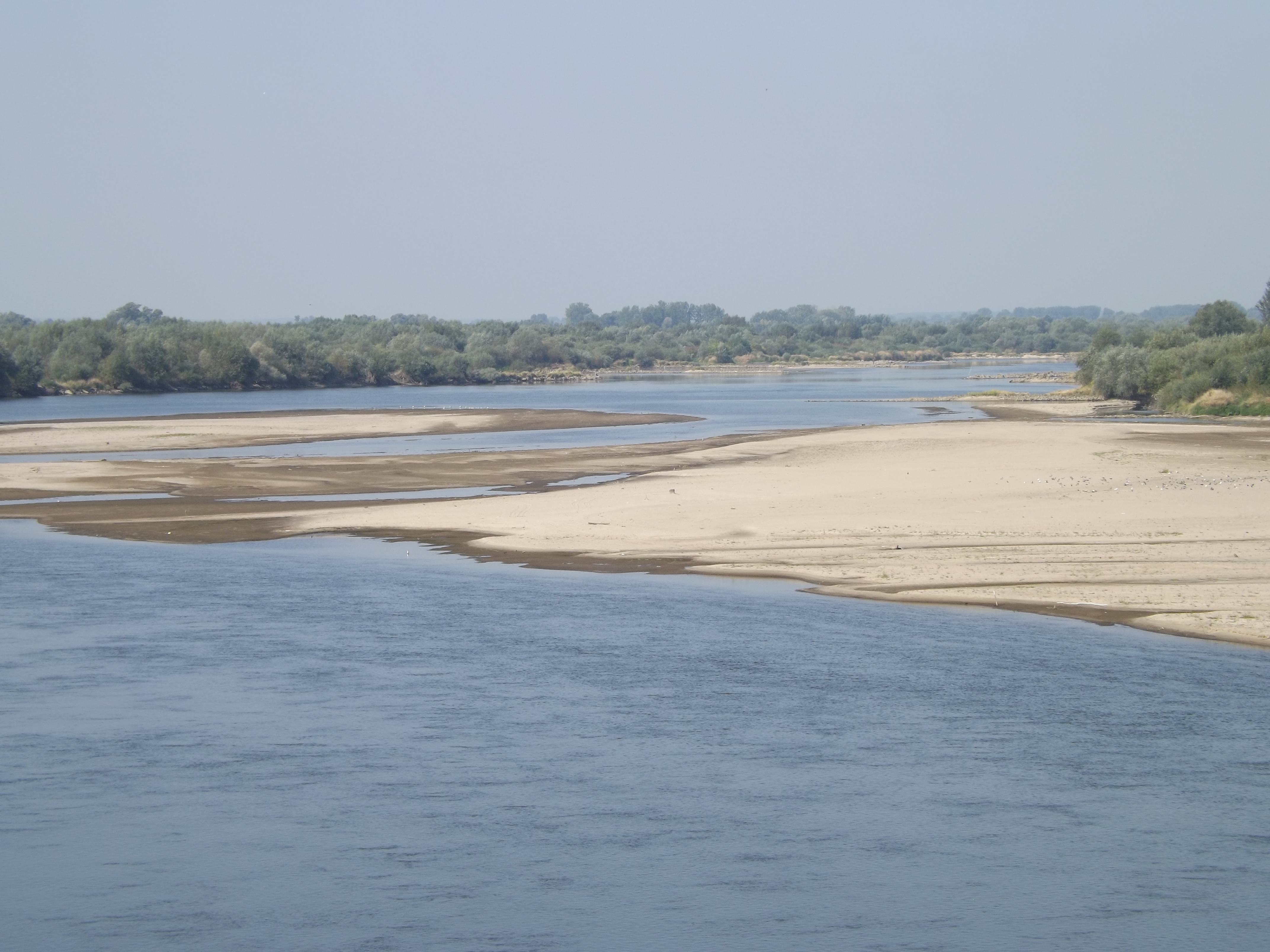
Вісла в районі Нагнаюв

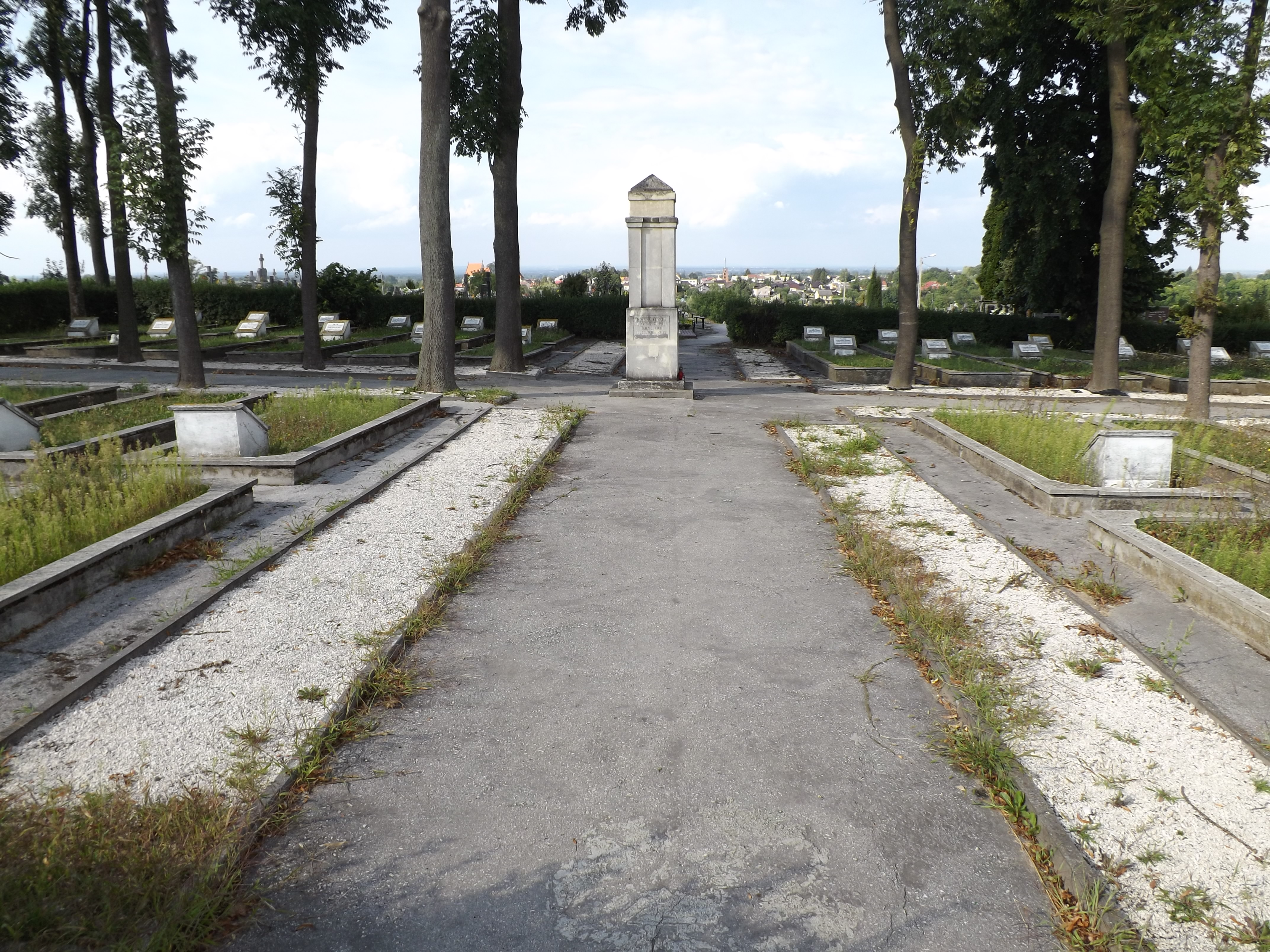
Стопніца, кладовище загиблих воїнів Червоної Армії на Баранувсько-Сандомирському плацдармі

Сандомирський плацдарм (також Баранувський плацдарм, Баранув-Сандомерський плацдарм) — був зайнятий радянськими військами 1-го Українського фронту (командував маршал СРСР Іван Конєв) на лівому березі Вісли поблизу міста Сандомир у часі Львівсько-Сандомирської операції.

## Перебіг боїв
В останні дні липня 1944 року підрозділи 1-ї гвардійської танкової (генерал Михайло Катуков) та 13-ї армій (генерал Микола Пухов) — 162-га (полковник Анатолій Муратов) та 350-та стрілецькі дивізії (генерал Григорій Вехін) захоплюють плацдарм.
29 липня південніше Сандомира Віслу форсують частини 13-ї армії та підрозділи 1-ї гвардійської танкової армії. 3-тя гвардійська армія (керував генерал Василь Гордов) подолала водну перепону 30-го та 31 липня північніше Сандомира; на лівому березі Вісли захоплено невеликих розмірів плацдарми. На плацдарм, що знаходився південніше, за підрозділами 1-ї гвардійської танкової й 13-ї армії, переправляються війська 3-ї гвардійської танкової армії (командував генерал Павло Рибалко); до кінця дня 1 серпня південний плацдарм у боях розширено до 30 кілометрів по фронту та 20 км вглиб — по лінії Копшивниця — Сташув — Поланець.
Вранці 2 серпня розпочинаються німецькі контрнаступи — силами 4-ї танкової армії та 17-ї армії із намаганнями ліквідувати плацдарми; напружені бої тривали 3 доби.
3-го — 4 серпня бійці полковника Михайла Копитіна у боях за станцію Жохув біля міста Мелець проривають кільце оточення, по коридору зміг вирватися мотострілецький батальйон, у боях було підбито 5 німецьких танків, 2 САУ, 1 бронетранспортер та вбито близько 100 вояків противника.
4 серпня до боїв за плацдарми із резерву фронту вводиться 5-та гвардійська армія (командир — генерал Олексій Жадов), німецькі атаки відбито — 33-й стрілецький корпус у співдії із 9-м механізованим корпусом.
5 серпня починаються бої головних сил 13-ї армії, 1-ї та 3-ї гвардійських танкових армій, котрі були переміщені на південний плацдарм задля прориву нацистської оборони на південний захід від Сандомиру. Нацистське командування накопичує свіжі сили для завдання нових контрударів, радянське керівництво додатково посилює південний плацдарм артилерією та 31-м танковим корпусом.
До кінця дня 6 серпня радянські війська займають Мелець, долають річку Віслоку та захоплюють плацдарми на лівому березі західніше міста, на котрий протягом 6-го — 7 серпня переправляються головні сили 5-ї гвардійської армії та спільно із 3-тю танковою армією наступають на Осек — Бусько-Здруй. 8 серпня наступаючі частини виходять на рубіж Шидлув — Стопниця — Нови Корчин; подальше просування було зупинене німецькими контрнатаками.
Після запеклих боїв до 10 серпня вдається розширити плацдарм по фронту до 60 кілометрів та вглиб до 50-ти, завдавши значних втрат нацистській 4-й танковій армії.
11 серпня біля Лагувського виступу зі сторони Сташува й Стопниці починається німецький контрнаступ силами 2-х танкових — 17-та та 24-та та 1-ї моторизованої дивізії, перекинутої зі складу групи армій «Україна» — в зімкення 5-ї гвардійської та 13-ї армій у напрямі переправ біля Баранува; також під Сандомир було перекинуто 3 піхотні дивізії з Угорщини та 6 бригад штурмових гармат. Проте німецькі передислокування були викриті радянською радіорозвідкою 313-го радіодивізіону і ефекту несподіванки не вийшло. За 2 доби вклинення в радянські позиції сягло 8-10 кілометрів. Радянські бронетанкові сили на плацдармі на той час представляли 52-га гвардійська танкова бригада (підполковник Михайло Плеско) та 53-тя гвардійські танкові бригади (полковник Василь Архипов); в боях того дня було знищено 8 німецьких танків.
12 серпня поновлюються бої біля Сташува, німецькі сили задіюють піхоту, танки та авіацію, радянські частини дещо потіснені, було збито не менше 2 німецьких літаків.
13 серпня німецькі 3 танкові та 1 піхотна дивізія здійснюють ще один контрудар поблизу Стопніци та відтісняють на 6-10 кілометрів частини 5-ї гвардійської армії. У ході цього контрнаступу нацистами вперше у бою були випробувані важкі танки «Важкий тигр»; для притлумлення німецького наступу на плацдарм додатково перекидаються стрілецький корпус та 4-та танкова армія (генерал Дмитро Лелюшенко). Танковий взвод старшого лейтенанта Василя Удалова знаходився у засаді біля села Мокре, було відбито кілька німецьких атак, підбито 3 танки та недопущено прориву до переправ, згодом Удалова вдостоєно званням Героя СРСР.
Загалом в часі з 11 по 13 серпня силами 6-го гвардійського танкового корпусу (генерал Василь Новиков) було підбито та знищено 24 німецькі танки.
14 серпня 3-тя гвардійська та 13-та армії переходять в наступ на Сандомир і 15-го займають місто. При цьому було оточено з'єднання 42-го армійського корпусу, котрий у ході боїв 19-го — 21 серпня зумів провести деблокування.
Також у боях з 9 по 19 серпня танкісти 52-ї танкової бригади полонили 225 німецьких вояків, захопила 3 гармати й знищила 12 автомобілів.
У боях до 20 серпня захоплені радянськими силами плацдарми були розширені по фронту до 80 кілометрів та вглиб до 50 км, на Сандомирському зіткнення продовжувалися до кінця серпня.
До кінця серпня радянські війська, серед них — й 1-ша кінно-механізована група Першого Українського фронту (керував генерал Віктор Баранов) в центрі плацдарму змогли дійти до Дембиці — південніше Кросна.
Повітряне прикриття та ударну допомогу при боях за Сандомирський плацдарм створювали льотчики 2-га повітряна армія (командував генерал Степан Красовський), Фофанов Олексій Іванович|Олексій Фофанов, авіацією у цьому часі було здійснено до 17 000 бойових літаковильотів, в яких відбулося близько 300 повітряних боїв, в яких брали участь і Іван Кожедуб, Микола Кирток та збито до 200 літаків противника.
Дивізії групи армій — по радянських даних — в боях за Сандомирський плацдарм — втратили понад 50 % особового складу, 8 дивізій практично зникли.
12 січня 1945 року Сандомирський плацдарм стає вихідною точкою наступу головних сил Першого Українського фронту при початку наступу у ході Сандомирсько-Сілезької операції як складової операції Вісло-Одерської.